# 日本小児歯科学会
公益社団法人日本小児歯科学会（にほんしょうにしかがっかい、Japanese Society of Pediatric Dentistry;JSPD）とは、小児歯科学を中心とした学問を取り扱う専門学術団体の一つである。公益社団法人。日本歯科医学会の専門分科会。

## 概要
1963年5月19日に設立された。理事長は新谷誠康。

## 本部事務局
- 〒170-0003　豊島区駒込1-43-9 駒込TSビル4F 一般財団法人口腔保健協会内

## 地方会
- 北日本地方会
- 関東地方会
- 中部地方会
- 近畿地方会
- 中四国地方会
- 九州地方会

## 学会誌
- 『小児歯科学雑誌』(the Japanese journal of pedodontics.)（年5回）ISSN:0583-1199 OCLC Number:6439233
- 『Pediatric Dental Journal』(international journal of Japanese Society of Pediatric Dentistry) （年2回）ISSN:0917-2394(print) 1880-3997(online)OCLC Number:62599676/163401122（vol.14以降J-STAGEにて全文公開）

## 専門認定
- 歯科医師
  - 日本小児歯科学会認定医（2007年8月申請まで）2012年11月27日現在139名[1]
  - 日本小児歯科学会小児歯科専門医 2008年4月より） 2012年11月27日現在176名[1]
  - 日本小児歯科学会専門医指導医 2012年11月27日現在176名[1]
- 歯科衛生士
  - 日本小児歯科学会認定歯科衛生士 2012年11月27日現在92名[1]

## 学会賞
- 学会賞
- 学会奨励賞
- 学術賞“LION AWARD”
- デンツプライ賞
- 大会最優秀発表賞

## 大会等
| 年     | 月日             | 名称                                           | 会長       | 会場                           | テーマ                                                  | 参加者数                                       | 備考                                 |
| ------ | ---------------- | ---------------------------------------------- | ---------- | ------------------------------ | ------------------------------------------------------- | ---------------------------------------------- | ------------------------------------ |
| 1998年 | 6月5日～6日      | 第36回日本小児歯科学会大会および総会           | 下野勉     | ホテルグランビア岡山           |                                                         |                                                | [ 3 ]                                |
| 1999年 | 5月22日～23日    | 第37回日本小児歯科学会大会および総会           | 大東道治   | 大阪歯科大学                   |                                                         |                                                | [ 3 ]                                |
| 2000年 | 6月22日～23日    | 第38回日本小児歯科学会大会および総会           | 小口春久   | 札幌市教育文化会館             |                                                         |                                                | [ 3 ]                                |
| 2001年 | 5月17日～18日    | 第39回日本小児歯科学会大会および総会           | 祖父江鎮雄 | 千里ライフサイエンスセンター   |                                                         |                                                | [ 3 ]                                |
| 2002年 | 6月6日～7日      | 第40回日本小児歯科学会大会および総会           | 藥師寺仁   | 幕張メッセ                     |                                                         |                                                | [ 3 ]                                |
| 2003年 | 5月29日～30日    | 第41回日本小児歯科学会大会および総会           | 下岡正八   | 朱鷺メッセ                     |                                                         |                                                | [ 3 ]                                |
| 2004年 | 5月20日～21日    | 第42回日本小児歯科学会大会および総会           | 本川渉     | 福岡国際会議場                 |                                                         |                                                | [ 3 ]                                |
| 2005年 | 5月26日～27日    | 第43回日本小児歯科学会大会                     | 眞柳秀昭   | 仙台国際センター               |                                                         |                                                | [ 3 ]                                |
| 2006年 | 5月25日～26日    | 第44回日本小児歯科学会大会                     | 宮沢裕夫   | まつもと市民芸術館             |                                                         |                                                | [ 3 ]                                |
| 2007年 | 7月19日～20日    | 第45回日本小児歯科学会大会                     | 前田隆秀   | タワーホール船堀               | 子どもの健康は予測から                                  | 歯科医師1,400名 歯科衛生士等173名 商業展示56社 | [ 4 ] [ 5 ]                          |
| 2008年 | 6月12日～13日    | 第46回有限責任中間法人日本小児歯科学会大会     | 渡部茂     | 大宮ソニックシティ             | 子どもたちの未来 －いま私たちにできる何かを－           | 約1,700名                                      | [ 6 ] [ 7 ] [ 8 ]                    |
| 2009年 | 5月14日～15日    | 第47回 日本小児歯科学会大会                    | 大嶋隆     | 大阪大学コンベンションセンター | 原点にもどって                                          | 約1,800名                                      | [ 9 ]                                |
| 2010年 | 5月19日～5月20日 | 第48回一般社団法人日本小児歯科学会大会         | 福田理     | 名古屋国際会議場               | 目指せ！子どもの知育，徳育，体育，食育の向上            | 約1,700名                                      | [ 10 ]                               |
| 2010年 | 12月2日～3日     | 平成22年度一般社団法人日本小児歯科学会秋季大会 | 鈴木康生   | 郡山市民文化センター           |                                                         |                                                | 第28回日本小児歯科学北日本地方会併催 |
| 2011年 | 11月28日～29日   | 第49回一般社団法人日本小児歯科学会大会         | 田中光郎   | いわて県民情報交流センター     | 少子化時代における小児歯科の価値                        |                                                | [ 12 ]                               |
| 2012年 | 5月12日～13日    | 第50回一般社団法人日本小児歯科学会記念大会     | 高木裕三   | 東京国際フォーラム             | 子どものみらい、歯科の未来                              | 約1,700名                                      | [ 13 ] [ 14 ]                        |
| 2013年 | 5月12日～13日    | 第51回一般社団法人日本小児歯科学会大会         | 田村康夫   | 長良川国際会議場               | 新たな出発 －次の半世紀に向けての小児歯科医療を考える－ |                                                | [ 15 ]                               |
| 2014年 | 5月16日～17日    | 第52回一般社団法人日本小児歯科学会大会         | 井上美津子 | 品川区立総合区民会館           | 子ども達の未来のために ～親子の絆を育む小児歯科医療～   | 約1,700名                                      | [ 16 ]                               |

## 加盟団体
- 日本歯科医学会
- 日本歯学系学会協議会
- 歯学系学会社会保険委員会連合

## 関連事項
- 歯学／歯科
- 小児歯科学
- 学会の一覧／研究会